# Лютославиці-Шляхецькі
Лютославиці-Шляхецькі (пол. Lutosławice Szlacheckie) — село в Польщі, у гміні Ґрабиця Пйотрковського повіту Лодзинського воєводства.
Населення — 82 особи (2011).
У 1975-1998 роках село належало до Пйотрковського воєводства.

## Демографія
Демографічна структура станом на 31 березня 2011 року:
|          | Загалом | Допрацездатний вік | Працездатний вік | Постпрацездатний вік |
| -------- | ------- | ------------------ | ---------------- | -------------------- |
| Чоловіки | 40      | 11                 | 25               | 4                    |
| Жінки    | 42      | 11                 | 19               | 12                   |
| Разом    | 82      | 22                 | 44               | 16                   |